# Вегер, Владимир Ильич
Влади́мир Ильи́ч Ве́гер (партийный псевдоним Поволжец; 1888—1945) — советский государственный и партийный деятель, экономист, публицист и профессор.

## Биография
Родился 7 июля 1888 года в Ярославле в семье врача Ильи Сергеевича Вегера (1865—1949), члена РСДРП с 1898 года. 
Брат Евгения Вегера.
Учиться в школе начал в Петербурге, через полгода переехал в Саратов, где отец получил новую работу. В 1906 году окончил Саратовское реальное училище. В Саратове женился на племяннице драматурга С. А. Найдёнова — Ольге Алексеевне Комаровой (парт. псведонимы Волжанка, Волжина; 1889—1963).
Вместе с отцом принимал участие в Первой русской революции. С 1904 года входил в партию социал-демократов, был членом Саратовского комитета, работал в войсках и в боевой дружине, возглавлял комитет Саратовской организации молодежи. Участвовал в создании и работе губернского комитета РСДРП. Был делегатом на состоявшейся в 1905 году в Самаре Поволжской аграрной партийной конференции.
В годы реакции, последовавшие после революции, переехал в Москву, где продолжил заниматься революционной деятельностью, имел псевдоним «Поволжец». В Москве учился на юридическом факультете Московского университета и принимал участие в студенческом революционном движении. В 1909 году дважды арестовывался за принадлежность к партии, высылался в Уфу и Казань под надзор полиции. В 1912 году окончил экстерном Московский университет университет по специальностям экономики и гражданского права, после чего работал помощником присяжного поверенного в Казани.
В Февральскую революцию организовывал выборы в Казанский Совет рабочих депутатов, входил в первый Исполком и губернскую земскую управу. Вместе с А. Колегаевым и М. Вахитовым руководил первым губернским съездом крестьянских депутатов. Во время Октябрьской революции, при образовании Казанской рабоче-крестьянской республики, Вегер был избран комиссаром городского и земского хозяйства и управляющим делами Совнаркома. С начала 1918 года он также был редактором казанской газеты «Крестьянская жизнь» и принимал участие в съезде крыла интернационалистов РСДРП.
В годы Гражданской войны в России принимал участие в борьбе с белочехами и колчаковцами, а также с белым казачеством на Уральском фронте. В 1919—1924 годах он руководил научно-учебной частью в Коммунистическом университете имени Свердлова, затем работал в Иваново-Вознесенском губкоме, после чего был назначен директором ВТУЗа в Москве. С 1920 года являлся профессором МГУ, МВТУ и Тимирязевской сельскохозяйственной академии, входил в комиссию содействия ученым при СНК СССР. В 1925—1929 годах был ректором Московского промышленно-экономического института (ныне Государственный университет управления). Издал ряд работ по марксистско-ленинской теории и учебных пособий для вузов.
Занимался общественной деятельностью — неоднократно избирался в состав Хамовнического, Краснопресненского и Бауманского районных комитетов, а также Московского комитета ВКП(б).
Умер в 1945 году. Похоронен на Новодевичьем кладбище.
Дочь — Ирина Владимировна Вегер (1915—1995), инженер-химик. Ее муж — Ивкин Георгий Гаврилович (1915—1999).